# Pierre Højbjerg
Pierre-Emile Kordt Højbjerg (ur. 5 sierpnia 1995 w Kopenhadze) – duński piłkarz występujący na pozycji pomocnika w angielskim klubie Tottenham Hotspur oraz w reprezentacji Danii. Posiada także obywatelstwo francuskie. Półfinalista Mistrzostw Europy 2020. Uczestnik Mistrzostw Świata 2022 oraz Mistrzostw Europy 2024. 

## Kariera klubowa

### Wczesna kariera
Højbjerg rozpoczął swoją karierę w BK Skjold, oraz w akademii piłkarskiej FC København, jednak w 2010 roku w wieku 14 lat przeniósł się do Brøndby IF. Jak sam mówił jego wzorem był Zinédine Zidane. W 2013 roku został odznaczony przez Duński Związek Piłki Nożnej "Honorowym talentem roku".

### Bayern Monachium
W lipcu 2012 roku wyjechał z kraju i dołączył do niemieckiego Bayernu Monachium. W marcu 2013 roku podczas meczu ligowego z Bayerem 04 Leverkusen po raz pierwszy znalazł się na ławce rezerwowych pierwszej drużyny. 13 kwietnia 2013 roku, w wieku 17 lat i 251 dni, oficjalnie zadebiutował w barwach klubu w spotkaniu ligowym z 1. FC Nürnberg, dzięki czemu został najmłodszym w historii piłkarzem, który wystąpił w barwach Bayernu w meczu Bundesligi. Sezon 2012/13 zakończył z dorobkiem 8 goli w drużynie rezerw, a w dorosłej kadrze wystąpił dwukrotnie. W grudniu tego roku znalazł się w składzie Bayernu na turniej Klubowych Mistrzostw Świata 2013 w Maroku. Nie wystąpił jednak w żadnym spotkaniu, a Bayern triumfował w tych rozgrywkach. 14 maja 2014 roku zagrał w finale Pucharu Niemiec przeciwko Borussii Dortmund, rozgrywając 102 minuty. Sezon 2013/14 zakończył z dorobkiem siedmiu meczów ligowych, oraz dwóch w Pucharze Niemiec. 13 sierpnia wystąpił w podstawowym składzie w meczu o Superpuchar Niemiec, a w 60 minucie meczu zastąpił go Mario Götze. 15 stycznia 2015 roku Bayern postanowił przedłużyć z nim umowę do 2018 roku. Sezon 2014/15 ukończył z rozegranymi ośmioma meczami w Bundeslidze, trzykrotnie grał w Lidze Mistrzów i raz w Pucharze Niemiec. 7 stycznia 2015 roku został wypożyczony do Augsburga. Zadebiutował w dniu 1 lutego przeciwko TSG 1899 Hoffenheim. 11 kwietnia zdobył swoją pierwszą bramkę w przegranym 2-1 meczu z Paderborn. W ramach wypożyczenia rozegrał szesnaście spotkań i trafił dwukrotnie do siatki rywala. 28 sierpnia 2015 roku ponownie udał się na wypożyczenie – tym razem do FC Schalke 04.

### Southampton
11 lipca 2016 roku Højbjerg podpisał pięcioletnią umowę z Southampton, a kwota transferu wyniosła 12,8 mln funtów. 13 sierpnia zadebiutował w meczu Premier League z Watfordem, wchodząc na boisko w drugiej połowie. W sezonie 2016/17 był wiodącą postacią drużyny w rozgrywkach Pucharu Ligi Angielskiej, rozgrywając wszystkie pięć spotkań w drodze do finału tych rozgrywek. Podczas ostatecznego starcia z Manchesterem United zawodnik zasiadł na ławce rezerwowych, a Southampton przegrał 2:3. 18 marca 2018 roku zdobył swoją pierwszą bramkę dla Świętych w wygranym ćwierćfinale Pucharu Anglii przeciwko Wigan Athletic.

## Kariera reprezentacyjna
Højbjerg urodził się w Danii, jego ojciec jest Duńczykiem a matka Francuzką. W maju 2014 roku po raz pierwszy został powołany do kadry Danii na mecze z Węgrami, oraz Szwecją. Zadebiutował przeciwko Szwecji 28 maja, rozgrywając 90 minut. 7 września 2014 roku zdobył swoją pierwszą bramkę dla reprezentacji podczas kwalifikacji do Euro 2016, przyczyniając się do zwycięstwa nad Armenią 2-1.

## Życie prywatne
Højbjerg urodził się w Kopenhadze i dorastał w mieście Østerbro. Jest drugim z trójki dzieci. Po raz pierwszy zaczął grać w piłę w wieku pięciu lat. W kwietniu 2014 roku jego ojciec zmarł na raka żołądka. Zamieszkuje w Winchesterze i często spotyka się ze swoją dziewczyną Josephine, która studiuje i mieszka w Danii.

## Sukcesy

### Klubowe
Bayern Monachium
- Bundesliga: 2012/13, 2013/14
- DFB Pokal (Puchar Niemiec): 2012/13, 2013/14
- Liga Mistrzów: 2012/13
- Klubowe Mistrzostwa Świata: 2013

Southampton
- Finalista Pucharu Ligi Angielskiej: 2016/17

### Indywidualne
- Duński gracz roku: 2014
- Duński talent roku: 2013

## Statystyki kariery
(aktualne na dzień 22 maja 2022)
| Klub                 | Sezon              | Liga               | Liga  | Liga   | Puchary krajowe | Puchary krajowe | Europa | Europa | Suma  | Suma   |
| Klub                 | Sezon              | Liga               | Mecze | Bramki | Mecze           | Bramki          | Mecze  | Bramki | Mecze | Bramki |
| -------------------- | ------------------ | ------------------ | ----- | ------ | --------------- | --------------- | ------ | ------ | ----- | ------ |
| Bayern Monachium II  | 2012/13            | Regionalliga       | 30    | 8      | –               | –               | –      | –      | 30    | 8      |
| Bayern Monachium II  | 2013/14            | Regionalliga       | 14    | 4      | –               | –               | –      | –      | 14    | 4      |
| Bayern Monachium     | 2012/13            | Bundesliga         | 2     | 0      | 0               | 0               | 0      | 0      | 2     | 0      |
| Bayern Monachium     | 2013/14            | Bundesliga         | 7     | 0      | 2               | 0               | 0      | 0      | 9     | 0      |
| Bayern Monachium     | 2014/15            | Bundesliga         | 8     | 0      | 2               | 0               | 3      | 0      | 13    | 0      |
| FC Augsburg (wyp.)   | 2014/15            | Bundesliga         | 16    | 2      | 0               | 0               | –      | –      | 16    | 2      |
| Bayern Monachium     | 2015/16            | Bundesliga         | 0     | 0      | 1               | 0               | 0      | 0      | 1     | 0      |
| FC Schalke 04 (wyp.) | 2015/16            | Bundesliga         | 23    | 0      | 1               | 0               | 6      | 0      | 30    | 0      |
| Southampton          | 2016/17            | Premier League     | 22    | 0      | 7               | 0               | 6      | 0      | 35    | 0      |
| Southampton          | 2017/18            | Premier League     | 23    | 0      | 5               | 1               | 0      | 0      | 28    | 1      |
| Southampton          | 2018/19            | Premier League     | 31    | 4      | 2               | 0               | 0      | 0      | 33    | 4      |
| Southampton          | 2019/20            | Premier League     | 33    | 0      | 5               | 0               | 0      | 0      | 38    | 0      |
| Tottenham            | 2020/21            | Premier League     | 38    | 2      | 6               | 0               | 9      | 0      | 53    | 2      |
| Tottenham            | 2021/22            | Premier League     | 36    | 2      | 7               | 0               | 5      | 1      | 48    | 3      |
| Ogólnie w karierze   | Ogólnie w karierze | Ogólnie w karierze | 283   | 22     | 37              | 1               | 29     | 1      | 359   | 24     |